# When I'm Gone (canción de Eminem)
«When I'm Gone» es una canción interpretada por Eminem, incluida en su álbum de 2005 Curtain Call: The Hits. La canción fue lanzada como un sencillo en 2005 y alcanzó la primera posición en las listas de popularidad de Australia y el puesto 8 en los Estados Unidos. En el Reino Unido alcanzó la posición 4 y permaneció en el top 10 durante ocho semanas.

## Listado de canciones
1. «When I'm Gone» (versión explícita del álbum)
2. «Business» (versión explícita del álbum)
3. «When I'm Gone» (instrumental)
4. «When I'm Gone» (TRL Final Version, video)

## Listas de popularidad
| Lista (2005-2006)                 | Posición más alta |
| --------------------------------- | ----------------- |
| Australian Singles Chart          | 1                 |
| Billboard Hot 100                 | 8                 |
| Billboard Pop 100                 | 7                 |
| Billboard Hot R&B/Hip-Hop Songs   | 96                |
| Billboard Hot Rap Tracks          | 22                |
| Irish Singles Chart               | 5                 |
| Listas musicales de Alemania      | 6                 |
| Listas musicales de Finlandia     | 3                 |
| Nederlandse Top 40 (Países Bajos) | 3                 |
| New Zealand Singles Chart         | 2                 |
| Sverigetopplistan (Suecia)        | 5                 |
| Swiss Record Charts               | 7                 |
| UK Singles Chart                  | 4                 |
| Ultratop 40 (Valonia)             | 26                |
| Ultratop 50 (Flandes)             | 8                 |
| VG-lista (Noruega)                | 4                 |
| Ö3 Austria Top 40                 | 7                 |

## Video oficial
El video musical comienza con Eminem rapeando sobre su vida en un podio de una pequeña reunión de rehabilitación. Mientras canta, se muestran imágenes de él en una casa. Luego aparece su hija quién le muestra un dibujo que hizo pero Eminem no le da importancia y le dice que está ocupado escribiendo sus canciones. Más tarde, se enfrenta a su hija que apila cajas frente a la puerta para que dejara de salir de gira. Él convence a su hija para que lo deje irse, pero ella le insiste y le da un collar con su foto. Luego, Eminem se encuentra en una habitación de hotel y en una etapa en la que rapea. Al final de su actuación en el escenario, encuentra a su hija que lo siguió y comienza a reprocharle su abandono. Entonces, él va detrás del escenario como el "malo" Slim Shady y mira en un espejo, donde un "buen" Eminem le da un puñetazo a través de un espejo. A continuación, se encuentra de vuelta en casa jugando con sus hijas en un patio. El vídeo termina con él siendo aplaudido fuera del podio en la reunión. 
En el video se pueden ver a actrices interpretando su hija Hailie y su exesposa Kim Mathers, de la que Eminem se divorcia cuando la canción es lanzada. Además, Laine Scott, quién es solo hija de Kim, también aparece hacia el final del vídeo ya que Eminem la quiere como si fuera su propia hija. Ella es la chica más joven en el columpio, en el momento de la letra cuando dice "Hailie solo sonríe y guiña un ojo a su hermanita".